# الخليف (المكلا)

تعديل مصدري - تعديل

الخليف هي إحدى قرى عزلة المكلا بمديرية المكلا التابعة لمحافظة حضرموت، بلغ تعداد سكانها 249 نسمة حسب تعداد اليمن لعام 2004.